# Барнс (Вісконсин)
Барнс (англ. Barnes) — місто (англ. town) в США, в окрузі Бейфілд штату Вісконсин. Населення — 823 особи (2020).

## Демографія
Згідно з переписом 2010 року, у місті мешкало 769 осіб у 397 домогосподарствах у складі 261 родини. Було 1564 помешкання
Расовий склад населення:
| - 98,3 % — білих - 0,5 % — корінних американців - 0,5 % — чорних або афроамериканців |

До двох чи більше рас належало 0,7 %. Частка іспаномовних становила 0,1 % від усіх жителів.
За віковим діапазоном населення розподілялося таким чином: 8,7 % — особи молодші 18 років, 53,8 % — особи у віці 18—64 років, 37,5 % — особи у віці 65 років та старші. Медіана віку мешканця становила 60,6 року. На 100 осіб жіночої статі у місті припадало 111,8 чоловіків;  на 100 жінок у віці від 18 років та старших — 111,4 чоловіків також старших 18 років.
Середній дохід на одне домашнє господарство  становив 70 377 доларів США (медіана — 58 750), а середній дохід на одну сім'ю — 73 198 доларів (медіана — 64 000). Медіана доходів становила 62 857 доларів для чоловіків та 43 068 доларів для жінок. За межею бідності перебувало 10,5 % осіб, у тому числі 11,1 % дітей у віці до 18 років та 5,4 % осіб у віці 65 років та старших.
Цивільне працевлаштоване населення становило 259 осіб. Основні галузі зайнятості: освіта, охорона здоров'я та соціальна допомога — 27,0 %, публічна адміністрація — 14,7 %, роздрібна торгівля — 10,8 %, мистецтво, розваги та відпочинок — 10,0 %.